# Municipio de Engelmann
El municipio de Engelmann (en inglés: Engelmann Township) es un municipio ubicado en el condado de St. Clair en el estado estadounidense de Illinois. En el año 2010 tenía una población de 726 habitantes y una densidad poblacional de 9,41 personas por km².

## Geografía
El municipio de Engelmann se encuentra ubicado en las coordenadas 38°26′35″N 89°45′59″O / 38.44306, -89.76639. Según la Oficina del Censo de los Estados Unidos, el municipio tiene una superficie total de 77.14 km², de la cual 76,58 km² corresponden a tierra firme y (0,73 %) 0,56 km² es agua.

## Demografía
Según el censo de 2010, había 726 personas residiendo en el municipio de Engelmann. La densidad de población era de 9,41 hab./km². De los 726 habitantes, el municipio de Engelmann estaba compuesto por el 98,9 % blancos, el 0,14 % eran afroamericanos, el 0,14 % eran amerindios, el 0,14 % eran asiáticos, el 0,14 % eran de otras razas y el 0,55 % eran de una mezcla de razas. Del total de la población el 0,69 % eran hispanos o latinos de cualquier raza.